# Liogenys
Liogenys är ett släkte av skalbaggar. Liogenys ingår i familjen Melolonthidae.

## Dottertaxa tillLiogenys, i alfabetisk ordning[1]
- Liogenys acutidens
- Liogenys bicuspis
- Liogenys bidentata
- Liogenys bidenticeps
- Liogenys bilobata
- Liogenys boliviensis
- Liogenys calcarata
- Liogenys cartwrighti
- Liogenys concolor
- Liogenys corumbana
- Liogenys densata
- Liogenys densicollis
- Liogenys denticeps
- Liogenys denticulata
- Liogenys diodon
- Liogenys elegans
- Liogenys ferrugata
- Liogenys flaveola
- Liogenys flavicollis
- Liogenys flavida
- Liogenys forcipata
- Liogenys forsteri
- Liogenys fulvescens
- Liogenys fusca
- Liogenys gebieni
- Liogenys grandis
- Liogenys hirta
- Liogenys hirtipennis
- Liogenys kadleci
- Liogenys kuntzeni
- Liogenys laminiceps
- Liogenys latipalpa
- Liogenys latitarsis
- Liogenys leechi
- Liogenys macropelma
- Liogenys mendozana
- Liogenys micropyga
- Liogenys minuta
- Liogenys morio
- Liogenys moseri
- Liogenys nigrofusca
- Liogenys obesa
- Liogenys obesina
- Liogenys obesula
- Liogenys obscura
- Liogenys opacicollis
- Liogenys opacipennis
- Liogenys opthalmica
- Liogenys pallens
- Liogenys pallidicornis
- Liogenys palpalis
- Liogenys parallela
- Liogenys parva
- Liogenys pauperata
- Liogenys penai
- Liogenys perotryssoidea
- Liogenys pilosipennis
- Liogenys pubisternis
- Liogenys punctaticollis
- Liogenys quadridens
- Liogenys quadridentata
- Liogenys rectangulus
- Liogenys rufocastanea
- Liogenys rufoflava
- Liogenys rugosicollis
- Liogenys sanctaecrucis
- Liogenys seabrai
- Liogenys sinuaticeps
- Liogenys spiniventris
- Liogenys suturalis
- Liogenys testaceipennis
- Liogenys unicolor
- Liogenys wagenknechti
- Liogenys vicina
- Liogenys xanthocera
- Liogenys zischkai